# 郭明达
郭明达（1916年—），男，四川江津人，中国舞蹈理论家、舞蹈编导，曾任中国舞蹈家协会常务理事。